# Bourrignon
Bourrignon (hist. Bürkis) − miejscowość i gmina w Szwajcarii, w kantonie Jura, w okręgu Delémont. 

## Demografia
W Bourrignon mieszka 270 osób. W 2020 roku 4,1% populacji gminy stanowiły osoby urodzone poza Szwajcarią. 

## Transport
Przez teren gminy przebiega droga główna nr 250. 